# Thermes gallo-romains de Montoulieu-Saint-Bernard
 (août 2011).
Si vous disposez d'ouvrages ou d'articles de référence ou si vous connaissez des sites web de qualité traitant du thème abordé ici, merci de compléter l'article en donnant les références utiles à sa vérifiabilité et en les liant à la section « Notes et références ».
Les thermes gallo-romains de Montoulieu-Saint-Bernard sont les vestiges de thermes d'époque gallo-romaine, situés à Montoulieu-Saint-Bernard, canton d'Aurignac, département de la Haute-Garonne, région Occitanie. Les vestiges sont principalement ceux d'une piscine.

## La découverte
En février 1957, la pioche de Jean Avezac met au jour un mur couvert de mortier rose et de marbre gris de Saint-Béat. L'abbé Algans, curé érudit d'Aurignac, mesure l'importance de la découverte. Les fouilles sont menées par Jean Boube archéologue de Martres-Tolosane et de jeunes bénévoles.

## Les vestiges
Les fouilles effectuées font apparaître un petit ensemble thermal remarquablement conservé composé d'un vestibule à colonnades, d'une piscine, et de 3 salles plus ou moins chaudes (caldarium, tepidarium et frigidarium). 
Un escalier original de trois marches inégales permet d'accéder au bassin et de s'y asseoir confortablement, la hauteur de la première y servant de dossier.
La hauteur maximale de l'eau 1,26 m montre qu'on y venait pour s'y détendre et s'y laver plus que pour nager dans un volume de 18 000 litres d'eau. Les pilettes en brique formaient l'hypocauste (fourneau souterrain dont le foyer n'a pas été situé) servant à chauffer le caldarium. Ses tuiles à manelles, certainement mamelles une erreur de frappe, après quelques recherches (Tegular Mammatae: Tuiles quadrangulaires placées sur les parois des pièces thermales, leur agencement ménageant des espaces interstitiels par lesquels passait l'air chaud) servaient de conduit d'air chaud dans les parois verticales pour éviter la condensation.
Ces thermes sont classés au titre des monuments historiques depuis 1960.

## Interprétation du site
L'alimentation était assurée par les eaux bienfaitrices de la source Pelet. Monnaies, fragments d'amphores et de céramiques témoignent de son occupation au IVe siècle apr. J.-C.
On peut apercevoir sur le site des tuiles plates avec un rebord appelées Tegulae et des tuiles bombées appelées imbrex qui signalent bien la présence d'une villa gallo-romaine et donc d'un site archéologique.
Il est probable que cet ensemble appartenait à une "villa", grand domaine agricole, dans le sillon de Chiragan. Il témoigne de l'extension de la colonisation romaine de Toulouse à St-Bertrand ("Novempopulanie"). La toponymie indique qu'une voie reliait par le "pont romain" vers le nord aux coteaux gersois. Sur la colline qui surplombe court un mur d'enceinte et un escalier conduisant au sommet de la colline d'où l'on domine la vallée de la Louge (position stratégique ou sanctuaire ?).